# 柔毛鸦胆子
柔毛鸦胆子为苦木科鸦胆子属下的一个种。其种加词“mollis ”意为“柔软的”。
现接受名为柔毛鸦胆子（Brucea mollis Wall., 1847）。

## 外部連結
- 鴉膽子苦醇 Brusatol （页面存档备份，存于） 中草藥化學圖像數據庫 (香港浸會大學中醫藥學院) （中文）（英文）